# 3 thermidor
3 messidor 3 fructidor
Le tridi 3 thermidor, officiellement dénommé jour du melon, est le 303e jour de l'année du calendrier républicain.
C'était généralement le 21e jour du mois de juillet dans le calendrier grégorien.